# Littérature francique
Il existe en France, en Belgique, au Luxembourg et en Allemagne des auteurs qui ont écrit et écrivent encore en francique. Ils s'expriment principalement dans les genres liés à l'oralité : conte, poésie, théâtre, chanson.

## Textes anciens
- l'Isidor Traktat, traduction du traité de Saint Isidore de Séville, premier texte (retrouvé à ce jour) en francique rhénan vers 750-790,
- le catéchisme de Otfried de Wissembourg (vers 790-vers 870),
- les Serments de Strasbourg (842),
- les poèmes de Heinrich von Tetingen, Minnesänger (troubadour), du groupe de Walther von Klingen (de) (1240-1286, de Bâle), conservés dans les manuscrits des Manesse, compilés et/ou illustrés vers 1310 (jusqu'en 1340), à l'université de Heidelberg,
- le Codex Mariendalensis (fin du XIIIe siècle), poème épique, sans doute du frère Hermann von Veldenz vers 1290, sur Yolande de Vianden (1231-1283),
- les romans de chevalerie de Elisabeth de Lorraine (1397-1456), comtesse de Nassau Sarrebruck, témoignage linguistique d'une transition entre le francique rhénan et les premiers pas de l'allemand moderne. (Elisabeth utilise en particulier « pherde » pour « chevaux » comme encore aujourd'hui en francique rhénan).

## XIXe–XXIesiècle
- Alfred Gulden (de) (1944-), francique mosellan de Sarre (Allemagne)
- Manfred Spoo (de) (1953-), Sarre

### Prose et Poésie
- Antoine Meyer (1801-1857), poète en luxembourgeois
- Marguerite Haeusser (1919-1998), poésie en francique méridional du pays de Wissembourg[3]
- Gérard Carau, Straauobschd: Moselfränkisch Texter, 2015 (BNF 44449864)

### Chanson
La chanson d'expression francique est un phénomène qui s'est développée après mai 1968 dans d'autres genres que le folklore.
- Hans Walter Lorang, francique mosellan de Berus (Sarre), le « chantre » de la région du francique mosellan au-delà des frontières; plusieurs CD
- Leiendecker Bloas (Trèves)
- Manfred Pohlmann, de Coblence, chante en francique mosellan
- Martin Weller (1958-), du Hunsrück
- Roland Helm[4], anime un groupe sarrois appelé Sarrebruck Libre
- Superjams (lb) groupe luxembourgeois
- Toxkäpp! (lb) groupe de rock luxembourgeois
- De Läb (lb) groupe de hip-hop luxembourgeois
- Wibbelstetz (Eifel)
- Walter Liederschmitt (de), francique mosellan

### Revues
- Nemmeh dehemm : internationale Zeitung für die Freunde des Saarlandes (OCLC 85255399). Revue sarroise comportant des textes en francique

### Afrikaans, luxembourgeois, néerlandais
L'afrikaans, le luxembourgeois, le néerlandais sont des langues franciques devenues langues nationales et ont développé des littératures qui peuvent faire l'objet de descriptions spécifiques :
littérature sud-africaine, littérature luxembourgeoise, littérature néerlandaise.